# Панова, Лия Петровна
Ли́я Петро́вна Пано́ва (род. 17 ноября 1934, Ленинград, СССР) — артистка балета, хореограф, солистка труппы Ленинградского Государственного Малого театра оперы и балета, впоследствии — деятель спорта. Первая супруга танцовщика Валерия Панова, взявшего её фамилию, мать рок-музыканта Андрея Панова.

## Биография
Лия Панова была артисткой Ленинградского Малого театра оперы и балета. Закончив свою артистическую карьеру в 1973 году, продолжала работать в спорте. Была хореографом ДОД СДЮСШОР № 1 Центрального района Петербурга в отделении спортивной гимнастики, также занималась хореографией с такими фигуристами, как Ирина Роднина, Алексей Уланов, Сергей Четверухин, Сергей Волков.

## Признание и награды
- Заслуженный тренер России